# 비조 (가수)
비조(VIZO, 1996년 10월 13일 ~ )는 대한민국의 가수이다.

## 방송
- 슈퍼아이돌 시즌1 (2015) - 준우승
- PRODUCE 101 시즌 2 (2017) - 발표순위 72위

## 음반
- 내가 늦은 이유 (2020)
- Square to Circle (2020)
- BOSCH (2020)
- Begin Again (2020)
- 모두의 크리스마스 (2020)
- PURPLE HEART (2022)
- 사모(死慕) (2023)
- 설레인 파도 (2023)

## 기타
- AnTasWell <난 못해> (2022) - 피처링/작사/작곡